# Grainville-la-Teinturière
Grainville-la-Teinturière is een gemeente in het Franse departement Seine-Maritime (regio Normandië) en telt 990 inwoners (1999). De plaats maakt deel uit van het arrondissement Dieppe.

## Geografie
De oppervlakte van Grainville-la-Teinturière bedraagt 18,5 km², de bevolkingsdichtheid is 53,5 inwoners per km².
De onderstaande kaart toont de ligging van Grainville-la-Teinturière met de belangrijkste infrastructuur en aangrenzende gemeenten.

## Demografie
Onderstaande figuur toont het verloop van het inwonertal (bron: INSEE-tellingen).

## Geboren in Grainville-la-Teinturière
- Jean de Béthencourt (1362-1425), Frans ontdekkingsreiziger